# Raoul de La Futaie
Pour les articles homonymes, voir Saint Raoul.
Raoul de la Futaie, ermite puis fondateur d'ordre, nommé Radulphus de Flageio par dom Morice, probablement par suite d'une mauvaise lecture.
C'est un bienheureux de l'Église catholique romaine célébré le 16 août.

## Biographie
Il est né ou tout au moins a vécu à la Futaie en Mayenne qui lui a donné son nom. Il fut d'abord religieux au monastère de Saint-Jouin-de-Marnes, connu alors sous le nom de monasterium Heresiense. Il embrassa ensuite la vie érémitique dans la forêt de Craon avec Robert d'Arbrissel et lui resta associé ainsi qu'à Vital de Mortain dans toutes leurs œuvres. Bernard de Tiron vint les rejoindre afin, dit son biographe, de former à eux quatre la base quadrangulaire qui devait porter de si vastes édifices. Comme Robert d'Arbrissel et en même temps (vers 1100), Raoul fonda dans la forêt de Rennes l'abbaye Notre-Dame du Nid-au-Merle, une abbaye double dont l'abbesse avait le gouvernement, tant des religieux que des religieuses. Une vingtaine de prieurés dépendaient de cette abbaye quand il mourut le 16 août 1129. Une dizaine d'autres furent fondés dans les trente années qui suivirent.
Il entretenait des liens personnels avec l'évêque de Cornouaille, Robert, ancien ermite comme lui, et qui confia le monastère de Locmaria à l'abbaye Notre-Dame du Nid-au-Merle.  
Son corps fut déposé dans une petite chapelle voûtée de l'église abbatiale où Albert le Grand dit avoir vu au XIIIe siècle son tombeau et celui d'Aubert, son compagnon. 
Il est qualifié en 1117 maître des religieuses par Foulque V d'Anjou, comte d'Anjou, qui lui donne sa terre de la Fontaines-Saint-Martin ; très saint homme et très religieux, par Guillaume, évêque de Poitiers, dans l'acte de cession de l'église de Fougereuse. Guillaume de Neubrige (né en 1135) n'associe pas son nom à ceux des trois autres rénovateurs de la vie religieuse.
Il est mentionné dans l'étude de Johannes von Walter sur Robert d'Arbrissel (Bulletin, t. XXIII, p. 269, 271), et par Raoul de Lignières Prieuré de la Fontaine Saint-Martin, passim. Dom Piolin lui a consacré une étude dans la Revue des questions historiques (t. XLII, P. 495-509), pour le distinguer de Raoul, abbé de Saint-Jouin-de-Marnes, et constructeur de l'abbaye.